# خالد الشيخ
خالد الشيخ (مواليد 23 سبتمبر 1958) هو مطرب وموسيقار بحريني، تلقى التعليم الثانوي بمدارس البحرين وتخرج سنة 1975، ثم في جامعة الكويت بكلية العلوم السياسة والاقتصاد ودرس حتى السنة الثالثة (1975 – 1978). ثم ذهب للدراسة في المعهد العالي للموسيقى (الكونسيرفاتوار- القاهرة) ودرس التأليف الموسيقي لمدة سنة (1979 – 1980).

## مشواره الفني
كانت ظروفه تقتضي العودة للعمل في المعهد الموسيقي في البحرين مدرساً لآلة العود، ثم موظفا في إدارة التراث بوزارة الإعلام في البحرين، وحصل في العام 1998 على التفرغ كأول فنان بحريني يحصل عليها، وقد بدأ حياته الفنية من خلال تلحين اللوحات الغنائية في حفلات طلبة البحرين بالكويت. ثم كتب ولحن للمغني البحريني محمد يوسف الجميري عدة أعمال منها (وكان الصيف موعدنا) لعزالدين المناصرة.
شارك في تلحين العديد من الألحان المسرحية، فقد لحن أغلب مسرحيات الأطفال في البحرين في الثمانينات.
برز اسمه ملحناً في الخليج العربي بعد قيامه بتلحين أغنية (إشويخ من أرض مكناس) لأبي الحسن الششتري عام 1982. والتي غناها الفنان السوري نعيم حمدي بعد ذلك.
في عام 1983 اتجه للغناء بصوته حيث أصدر عمله الأول الذي فاجأ به الجمهور الخليجي بالشكل الغنائي الجديد المعتمد على نصوص مكتوبة باللغة العربية ضمن إيقاعات خليجية، كان من أشهرها أغنية: (كلما كنت بقربي) للشاعر الصوفي أبو الحسن الششتري.

## الألبومات
- كلما كنت بقربي (1983)[2]
- ألا يا مدير الراح (1984)
- يا عبيد (1985)
- كمنجة (1986)
- نعم نعم (1987)
- أبو اسحاق (1988)
- إلعب إلعب (1989)
- غزالي (1991)
- عطش النخيل (1992)
- وجوه (1997)
- مستحيل (1998)
- مكان آمن للحب (2000)
- رحلة الغجر (2003)
- صباح الليل (2004)
- اسمي وميلادي (2005)

## نبذة عن أعماله الفنية ومشواره مع الشعر العربي
غنى للعديد من كتاب الأغنية وكبار الشعراء في البحرين مثل قاسم حداد، والوطن العربي مثل أدونيس ومحمود درويش وعز الدين المناصرة ونزار قباني وغيرهم، كما كان للشعر العربي القديم نصيب كبير في أعماله، كما لحن للكثير من المغنين البحرينيين والخليجيين والعرب ومنهم:
- من البحرين: محمد يوسف الجميري - أحمد الجميري - إبراهيم حبيب - هدى عبد الله - جاسم الحربان - حسام احمد - محمد عبد الرحيم - هند - محمود حسين - عادل محمود - جعفر حبيب - محمد البكري - عارف الزياني - أحمد الهرمي - عبد الله سلمان - جاسم درويش
- من الكويت: مصطفي أحمد – عبد الله الرويشد – غريد الشاطئ – العنود – محمد البلوشي – بشار الشطي.
- من قطر: علي عبد الستار - فرج عبد الكريم - فهد الكبيسي.
- من عمان: احمد الحارثي – حكم عايل – محمد المخيني – سالم محاد – سماح – اليعقوبي.
- من الإمارات: عبد الله بالخير – رويدا محروقي.
- من السعودية: عبد المجيد عبد الله – راشد الماجد – عبد الله رشاد – عادل الخميس - محمد عبده.
- من المغرب: سميرة سعيد ورجاء بلمليح.
- من مصر: غادة رجب – أنغام.
- من تونس: نوال غشام - لطفي بوشناق.
- من سوريا: هالة الصباغ.

## ألحانه في التلفزيون
- سهرة الوفاء لتلفزيون الكويت
- المسلسل العربي (أولاد بو جاسم)عام 1995
- مسلسل (بن عقل) لتلفزيون البحرين عام 1990
- مسلسل (ملفى الأياويد) عام 1996
- مسلسل (حسن ونور السنا)عام 1996
- ومسلسل (سعدون) لتلفزيون البحرين عام 1997
- مسلسل (نيران) عام 1998
- مسلسل (السديم) عام 2002
- مسلسل (سوالف دنيا) لتلفزيون قطر رمضان 2005
- استعراض أول المحبة بمناسبة زيارة السلطان قابوس إلى البحرين عام 1984
- مهرجان الألعاب الشعبية بمناسبة مهرجان الألعاب الشعبية لدول مجلس التعاون عام 1984
- استعراض في خليج الحب معجزة بمناسبة زيارة الملك فهد إلى البحرين لافتتاح جسر المحبة عام 1987
- استعراض صدى الأشواق عام 1991
- حفل الافتتاح الخاص بدورة كأس الخليج الثالثة عشر لكرة القدم في مسقط عام 1996
- استعراض تحية لـ (أبو سلمان) عام 2001
- استعراض على قلب واحد بمناسبة زيارة الملك حمد إلى محافظة المحرق عام 2002
- العمل المسرحي الاستعراضي "إليك أعود" ضمن فعاليات مهرجان الدوحة الثقافي السادس من مارس 2007

## فن تشكيلي
له تجربة رائدة في الخليج العربي بالتعاون مع الشاعر البحريني قاسم حداد والفنان التشكيلي إبراهيم بو سعد والمخرج المسرحي عبد الله يوسف في تجربة وجوه. حيث عبر الفنان خالد الشيخ عن أفكار الفنان التشكيلي والشاعر عبر مؤلف موسيقي غنائي شارك في غنائه مع مجموعة من المطربين الشباب ومشاركة الفنانة البحرينية هدى عبد الله وذلك في عام 1997م، كما عمل في العديد من الاستوديوهات العربية. هذا وكانت له تجربة رائدة في الخليج العربي وهي تسجيل قصيدة حب للشاعر محمود درويش في استوديوهات لندن بمشاركة أوركسترا الفرقة السيمفونية بها LONDON PHILHARMONIC ORCHESTRA في عام 1987 حيث كانت من ألحانه ومن توزيع ميشيل المصري.

## مهرجاناته ومؤتمراته
- مهرجان عيد الفن (العراق)عام 1985.
- مهرجان الأغنية العربية السادس في (البحرين)عام 1996.
- مهرجان الأغنية البحرينية الأول (البحرين) عام 1996.
- مهرجان أغادير 1999 (المغرب).
- مهرجان ليالي دبي (الإمارات) عام 2000.
- مهرجان أبها الغنائي عام 2002.
- مهرجان الدوحة للأغنية الثامن يناير عام 2007.

## مشاركاته الفنية
كما شارك في مؤتمر حرية التعبير في الموسيقى في الشرق الأوسط والذي تنظمه مؤسسة فريميوز (Freemuse) بالتعاون مع مؤسسة هينرخ بل في بيروت بمساندة جمعية عرب للموسيقى العربية في بيروت بين السادس والثامن من تشرين الأول (أكتوبر) عام 2005.
هذا واختير خالد الشيخ محكما في أكثر من برنامج معنيّ باكتشاف وإطلاق المواهب الغنائية المتميّزة في الوطن العربي فبدعوة من قناة mbc اختير عضواً في لجنة مسابقة برنامج (نجم النجوم - Star Search)، كما اختير للعامين على التوالي 2006و 2007 محكما في لجنة مسابقة برنامج (إكسير النجاح - X factor The) وهو برنامج لاكتشاف المواهب العربية الذي تنتجه شركة (Fremantle Media Ltd). وتشرف عليه شركة روتانا، كما ساهم في برنامج اكتشاف المواهب الغنائية الإذاعي «الصوت الذهبي 2» والذي يبث من إذاعة صوت الخليج التي تبث من قطر عام2006.
شارك نخبة من نجوم العالم العربي العرض المسرحي "أصوات قلبت العالم"، تحت رعاية مؤسسة "أيادي نحو آسيا" الخيريّة التي تهدف لمساعدة المحتاجين في الشرق الأوسط وباقي دول آسيا، وذلك في العاصمة القطرية الدوحة عام 2006. كما قام بالإعداد والتقديم في البرنامج الإذاعي «عبّر» وهو برنامج فني حواري عبر أثير إذاعة صوت الخليج في قطر.

## الجوائز والشهادات
- شهادة تقدير وتكريم من مهرجان عيد الفن (العراق) 1985.
- شهادة تكريم وتقدير كضيف مهرجان الأغنية العربية السادس المقام في البحرين 1996.
- شهادة تكريم من مهرجان البحرين الدولي الحادي عشر للموسيقى البحريني أكتوبر 2003.
- جائزة أفضل موسيقى ومؤثرات صوتية تأليف موسيقى وأغاني مسرحية «أخبار المجنون» لمسرح أوال 2005.
- تكريم وإحتفاء خاص من هيئة الثقافة في البحرين بحفل (كلما كنا بقربك) 2019.
- جائزة العمل الموسيقي عن كامل أعماله من المجمه للعربي للموسيقى 2022.[3]

## صدر عنه
كتاب «الأغنية السياسية في الخليج في تجربة خالد الشيخ: الأغنية والعروبة والالتزام». تأليف: أحمد الواصل (2019م).